# موسیقی ایندیجنوس متال
موسیقی ایندیجنوس متال (انگلیسی: Indigenous metal music) یا متال بومی، موسیقی هوی متال است که توسط مردم بومی مناطق مختلف یک مستعمره نواخته می‌شود. گروه‌ها ممکن است موسیقی را از طیف موسیقی متال بنوازند، اگرچه بیشتر مضامین، داستان‌ها یا سازهای بومی را محور قرار می‌دهند. گروه‌هایی که اعضای بومی دارند، گاهی اوقات بدون توجه به محتوای موضوعی موسیقی خود، گروه ایندیجنوس متال در نظر گرفته می‌شوند